# Tomasa de Aldana y Noroña
Tomasa de Aldana y Noroña (Illescas, 1 d'abril de 1627-Madrid, 5 de febrer de 1675) va ser una noble espanyola, coneguda per haver estat amistançada del rei Felip IV de Castella, amb el qual va tenir un fill, Alonso Antonio de San Martín, que va arribar a ser bisbe d'Oviedo i de Conca.
Nascuda a Illescas, era filla de l'advocat i doctor en lleis Diego de Aldana y Noroña, diputat i regidor de l'estat noble de la ciutat de Toledo, i de Francisca Carlos y Serantes Díaz de Castillo. Instal·lada a Madrid, aproximadament, des de 1634, es va integrar en el cercle de persones al servei de la cort, probablement com a menina de la reina Isabel de Borbó o d'algunes de les dames de la casa reial i, per tant, residia al palau del Buen Retiro.
A palau va ser amistançada de Felip IV durant uns anys, de la relació en va néixer un fill anomenat Alonso Antonio de San Martín, que va ser adoptat i criat per l'ajuda de cambra del monarca, Juan de San Martín, i posteriorment va arribar a ser bisbe d'Oviedo i de Conca. Es desconeix en quin moment va començar la relació íntim amb Felip IV, tot i que segurament va ser prolongada. Tradicionalment es creia que havia estat anterior a la que el rei va mantenir amb l'actriu Maria Calderón, tanmateix, s'ha demostrat que la relació va ser posterior, atès que Joan Josep d'Àustria, fill de la Calderona, va néixer el 1629, i el fill d'Aldana va néixer el 1643.
El relat tradicional afirmava que el mateix any de naixement d'Alfonso, es va fer monja i va entrar al convent de les Descalzas Reales. Tanmateix, en realitat mai va entrar com a religiosa a cap convent, sinó que el rei va procurar un marit de conveniència a Aldana, per tal de procurar-li una bona posició social, alhora que ell mateix protegia la seva honorabilitat, i li va buscar una residència allunyada de la cort. El 20 de febrer de 1643 Aldana es va casar amb Luis de Loma Portocarrero, i poc després Loma va ser nomenat oïdor de la Cancelleria de Lima, raó per la qual el matrimoni va dirigir-se a Sevilla, i des d'allà van embarcar-se rumb al Perú.
A la mort del seu marit (1650), l'any següent decideix tornar a la península i s'instal·la de nou a Madrid i el 1658 es casa en segones núpcies amb Vicente Ponce de León, secretari del Consell d'Hisenda. Va residir a la vila fins a la seva mort el 5 de febrer de 1675. Va ser enterrada al convent de Santa Bárbara de la mateixa localitat.